# Roderick R. Allen

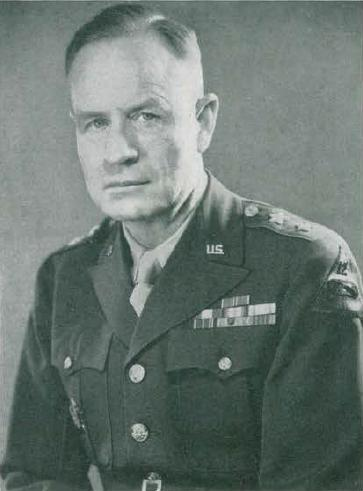
Roderick R. Allen

Roderick Random Allen (* 29. Januar 1894 in Marshall, Harrison County, Texas; † 1. Februar 1970 in Washington, D.C.) war ein Generalmajor der United States Army. Er war unter anderem Kommandeur mehrerer Divisionen und des XVI. Korps.
Roderick Allen war ein Sohn von Jefferson Buffington Allen und dessen Frau Emma Albers. Er besuchte die öffentlichen Schulen in Palestine in Texas. Anschließend studierte er bis 1915 an der Texas A&M University das Fach Landwirtschaft. Er entschloss sich aber nicht in dieser Branche tätig zu werden und trat im Jahr 1916 dem US-Heer bei, wo er als Leutnant in das Offizierskorps aufgenommen wurde.
Im Lauf seiner militärischen Karriere absolvierte Roderick Allen verschiedene Kurse und Schulungen. Dazu gehörten unter anderem die Universität Toulouse (1919), die Cavalry School (1923), das Command and General Staff College (1928), die Chemical Warfare School (1934), das United States Army War College (1935) und das Naval War College (1936).
Allen wurde zunächst in Mercedes an der mexikanischen Grenze stationiert, wo es damals zu Spannungen mit dem Nachbarstaat Mexiko kam. In den Jahren 1917 und 1918 war er mit den Amerikanischen Expeditionsstreitkräften im Ersten Weltkrieg eingesetzt. Dort diente er in einer Fernmeldetruppe (First Observation Squadron, Aviation Section, Signal Corps). Nach einem kurzen Studium an der Universität Toulouse kehrte er in die Vereinigten Staaten zurück, wo er in den 1920er und 1930er Jahren in verschiedenen Kavallerieeinheiten diente und die erwähnten Schulen absolvierte. In den Jahren 1932 bis 1934 war er Dozent am Command and General Staff College und von 1936 bis 1940 gehörte er der Stabsabteilung G3 (Operationen) im Kriegsministerium an.
Im Juli 1941 erhielt Allen das Kommando über das 32. Panzerregiment, das der 3. Panzerdivision unterstand. Dieses Kommando behielt er bis Januar 1942. In diese Zeit fiel der amerikanische Eintritt in den Zweiten Weltkrieg am 7. Dezember 1941. Im weiteren Verlauf des Jahres 1942 war Allen Stabschef bei der 6. Panzerdivision. Anschließend kommandierte er bis 1943 eine Brigade (Combat Command A) der 4. Panzerdivision. Danach erhielt er das Kommando über die gerade neuaufgestellte 20. Panzerdivision. Dieses Kommando hatte er zwischen Oktober 1943 und September 1944 inne. Bis zu diesem Zeitpunkt waren alle Einheiten, in denen er seit dem amerikanischen Eintritt in den Zweiten Weltkrieg diente, noch nicht aktiv am Kriegsgeschehen beteiligt. Sie wurden in Ausbildungslagern in den Vereinigten Staaten auf einen militärischen Kriegseinsatz vorbereitet.
Das änderte sich im September 1944 als Allen das Kommando über die 12. Panzerdivision erhielt, die auf dem europäischen Kriegsschauplatz zum Einsatz kam. Dieses Kommando behielt er bis August 1945, also über das Ende der europäischen Phase des Zweiten Weltkriegs hinaus. Seine Division war in den letzten Kriegsmonaten am Vormarsch der Alliierten nach Deutschland beteiligt. Sie drang über das Elsass nach Deutschland vor und erreichte unter anderem München und Nürnberg.
Im August 1945 übernahm Allen das Kommando über die 1. Panzerdivision die damals von Italien nach Deutschland verlegt wurde. Dieses Kommando hatte er bis zum Februar 1946 inne. In den Jahren 1946 und 1947 war Roderick Allen bei den amerikanischen Streitkräften in Europa, zunächst bei den US Forces European Theater und dann bei EUCOM Leiter der Stabsabteilung G3 (Operationen). Anschließend leite er die Stabsabteilung G2 (Nachrichtendienste) bei den Army Ground Forces (Director of Intelligence Army Ground Force).
Zwischen April 1948 und Juni 1950 hatte Allen den Oberbefehl über die 3. Panzerdivision, die damals in Fort Knox in Kentucky stationiert war. Danach wurde er in den Fernen Osten nach Japan versetzt, wo er stellvertretender Kommandeur des United Nations Commands und der amerikanischen Bodentruppen in Japan und Südkorea war. In dieser Funktion war er auch am Koreakrieg beteiligt. Von August 1951 bis Februar 1952 kommandierte Allen das ebenfalls in Japan stationierte XVI. Korps. Dann übernahm er das Kommando über die 9. Infanteriedivision, das er für wenige Monate bis Juni 1952 innehatte.
Zwischen dem Ende seiner Zeit als Kommandeur der 9. Infanteriedivision und seinem Eintritt in den Ruhestand am 31. Mai 1954 kommandierte Allen hintereinander die Militärstützpunkte Fort Dix in New Jersey, die New England Sub Area und Fort Devens in Massachusetts.
Der seit 1917 mit Maydelle Campbell verheiratete Offizier verbrachte seinen Lebensabend in Washington, D.C., wo er am 1. Februar 1970 verstarb. Er wurde auf dem amerikanischen Nationalfriedhof Arlington beigesetzt.

## Orden und Auszeichnungen
Roderick Allen erhielt im Lauf seiner militärischen Laufbahn unter anderem folgende Auszeichnungen:
- Army Distinguished Service Medal
- Silver Star
- Legion of Merit
- Bronze Star Medal
- Croix de Guerre (Frankreich)